# واهور گلاسه
واهور گلاسه (استونیایی: Vahur Glaase؛ زادهٔ ۱ ژانویهٔ ۱۹۶۰) سیاستمدار و نماینده سابق اهل استونی است.